# Lawrence Mushwana
Lawrence Mabendle Mushwana, né le 3 mars 1948, est un homme politique sud-africain. Avocat de profession, il est nommé successivement à deux très hautes fonctions de l'appareil judiciaire sud-africain : de 2002 à 2009, il occupe la fonction de Défenseur public, puis à partir de 2009 celle de président de la Commission sud-africaine des droits humains.

## Carrière et formation
Mushwana est un avocat de profession titulaire d'un baccalauréat en droit de l'Université du Zululand. De 1972 à 1975, il travaille comme interprète au tribunal de première instance de Bushbuckridge. De 1992 à 2003, il travaille comme avocat chez Mushwana Attorneys.
Il est membre du Congrès national africain. Il sert dans l'exécutif provincial du Limpopo de 1994 à 2002, puis dans l'exécutif national de 1999 à 2002 en tant que vice-président du Conseil national des provinces.

## Mandat de défenseur public
En 2002, Lawrence Mushwana est nommé Défenseur public (Public Protector) par Thabo Mbeki. Il devient alors la deuxième personne à occuper cette fonction créée en 1994 pour renforcer et soutenir la jeune démocratie sud-africaine.
Le défenseur public a toute autorité pour enquêter, publier des rapports et remédier à toute conduite inappropriée dans les affaires de l’État. Il se doit d'enquêter sur toute conduite dans les affaires de l'État ou dans l'administration publique dans toute sphère du gouvernement qui est accusée ou suspectée d'être irrégulière ou d'entraîner une irrégularité ou un préjudice. Il a donc la délicate mission d'enquêter sur les affaires de corruption.
Au vu des liens très étroits de Lawrence Mushwana avec l'ANC - il était jusqu'alors l'adjoint du Président du Conseil des provinces - sa nomination est recueillie avec circonspection par l'opinion publique sud-africaine, celle-ci craignant qu'il ne fasse pas preuve de l'indépendance indispensable à sa fonction.
Durant son mandat, Mushwana accroît l'accessibilité de ses services, envoyant des enquêteurs à travers tout le pays, créant des bureaux d'informations temporaires où les citoyens peuvent faire part de leurs plaintes. En 2009, ses services reçoivent ainsi en moyenne 13 000 plaintes par année.
Disposants de pouvoirs considérables - dont celui de s'auto-saisir d'une affaire - Lawrence Mushwana fait cependant preuve d'une très grande retenue lorsqu'il s'agit de mettre à jour ou de condamner des actions illégales commises par des membres de son parti,. De ce fait, plusieurs scandales émaillent son mandat,.
En 2008, Helen Zille, se montre exaspérée par sa manière d'appréhender son poste et lui reproche publiquement d'être en situation de conflit d'intérêts en se montrant davantage loyal à l'ANC qu'à la Constitution sud-africaine.

### Le scandale Oilgate
En 2003, Invume Management, une compagnie privée, obtient 15mio ZAR d'avance sur une transaction pour la compagnie pétrolière PetroSA, une compagnie propriété de l’État sud-africain. L'avance sur paiement est destinée à l'envoi de condensat de gaz naturel à sa raffinerie à Mosell Bay. Sur cette somme, Invume Management transfère 11mio ZAR au congrès national africain qui s'en sert pour financer sa campagne électorale de 2004. Finalement, Invume Management se retrouve dans l'incapacité de rembourser PetroSA, et c'est le contribuable sud-africain qui a payé la campagne électorale de l'ANC. C'est le journal d'investigation Mail & Guardian qui révèle cette affaire politico-financière et la nomme Oilgate.
En août 2005, Lawrence Mushwana rend un rapport qui exonère les différents protagonistes de l'affaire Oilgate,. En juillet 2009, la haute Cour du Gauteng statue que le rapport de Mushwana est écarté.

## Président de la Commission sud-africaine des droits humains
En septembre 2009, Lawrence Mushwana est proposé comme candidat à la Commission sud-africaine des droits humains. Un cinquième des élus, surtout des membres de l'Alliance démocratique, s'abstiennent lors du vote.
Au terme de son mandat en 2016, Lawrence Mushwana se présente à nouveau devant le parlement sud-africain en tant que candidat pour un deuxième mandat à ce poste. Il ne parvient pas à convaincre les élus de sa candidature, ces derniers lui reprochant notamment d'être resté inactif lors du transfert début 2016 pour raison d'économie de 1 300 patients psychiatrique hors du centre médical Life Healthcare Esidemini, un transfert ayant résulté dans la mort de 36 patients.